# Siglufjörður
Siglufjörður is een kleine vissersstad met 1.190 inwoners (2013) aan een smal fjord met dezelfde naam in de gemeente Fjallabyggð aan de noordkust van IJsland. Van 1900 tot 1970 was Siglufjörður de haring-hoofdstad van het Noord-Atlantisch gebied toen dagelijks honderden vissersboten het kleine fjord invoeren om hun gevangen waar aan land te brengen. In hoogtijdagen waren er wel 10.000 man in de haringverwerkingindustrie bezig, veel meer mensen dan er in het plaatsje zelf woonden. In het Síldarminjasafnið, een rood houten gebouw aan de kade, is het tegenwoordige haringmuseum gevestigd waar met beeld en geluidsmateriaal de herinneringen aan de haringvangst worden bewaard.
Vanaf de jaren vijftig nam het inwonertal van 3.100 inwoners gestaag af. De IJslandse regering probeerde de ontvolking tegen te gaan door de plaatselijke verbindingen en wegeninfrastructuur te verbeteren. In 1967 werd de plaats beter bereikbaar toen de 800 meter lange Strákagöng door de berg Strákar werd geopend, IJslands eerste echte tunnel. Desondanks was Siglufjörður in de winter door het slechte weer nog regelmatig lastig te bereiken en werd deze toenmalige enige weg naar Siglufjörður wegens lawinegevaar nog regelmatig gesloten. Ook is de weg over de hoogvlakte Lágheiði naar het nabijgelegen Ólafsfjörður 's winters vaak gedurende langere tijd gesloten. Om deze situatie te verbeteren, heeft men een elf kilometer lange dubbelbaanstunnel in oostelijke richting aangelegd om Siglufjörður rechtstreeks met Ólafsfjörður en de rest van Oost-IJsland te verbinden. Deze tunnel, de Héðinsfjarðargöng, is in oktober 2010 opengesteld.

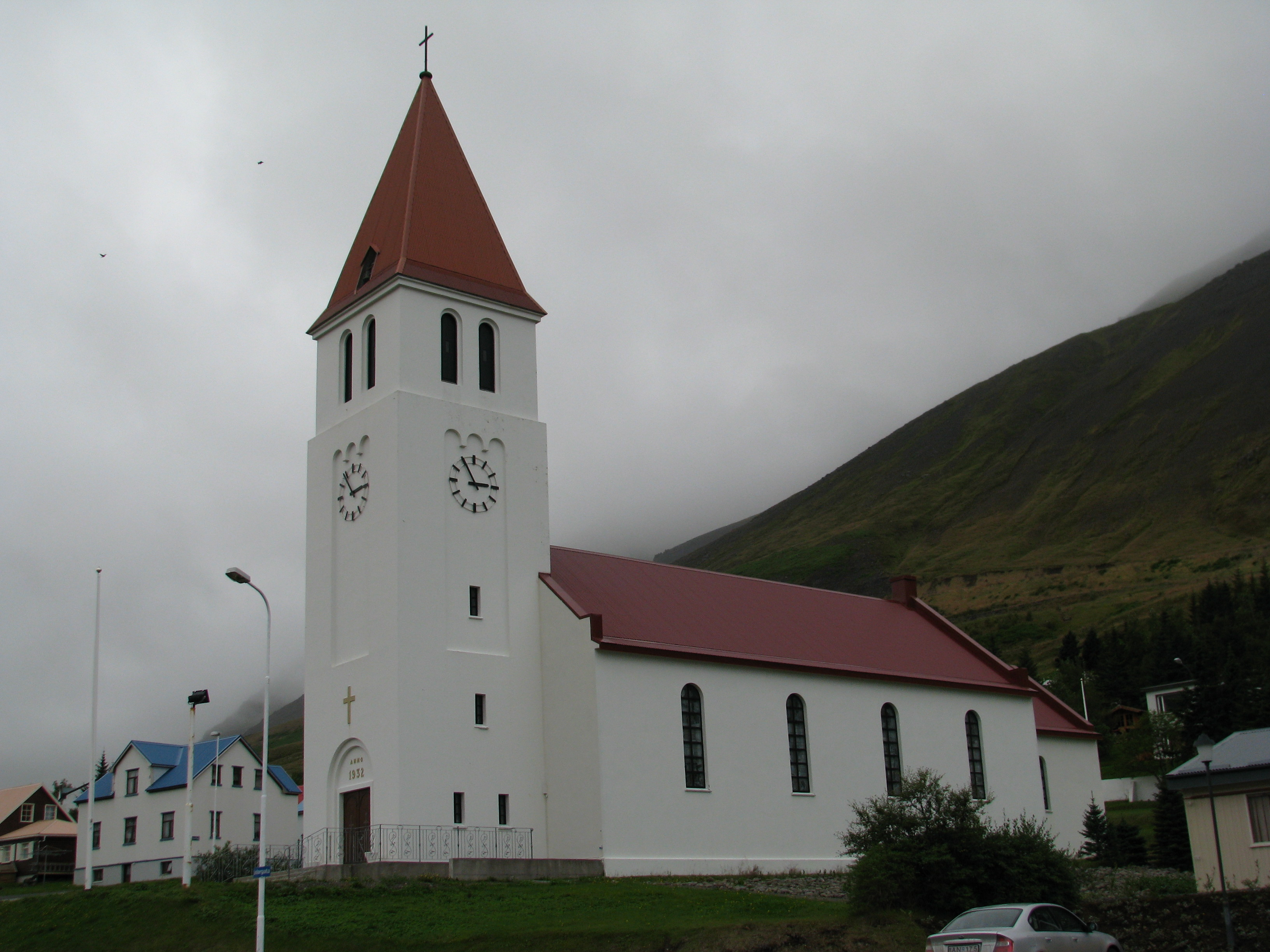
De kerk van Siglufjörður.

## Bos
Een paar kilometer ten zuiden van de stad ligt een van de noordelijkste bossen van IJsland. Het is onder de bewoners van Siglufjörður een geliefde plek voor ontspanning terwijl het onder toeristen vrijwel onbekend is. Het is een klein bos maar er lopen wel veel wandelpaden langs de vaak kleine bomen. Het hoogtepunt van het bos is een waterval die tussen de bomen verborgen ligt, de Leyningsfoss. Dat is een van de weinige watervallen op IJsland die zich in een bos bevinden. Er is in het bos ook een aantal picknickplaatsen te vinden.

## Geboren
- Grétar Steinsson (9 januari 1982), voetballer

## Webcam
- Zicht vanaf de Héðinsfjörðurtunnel op Siglufjörður.

## Trivia
- Siglufjörður vormt het decor van de thriller Snjóblinda (Sneeuwblind) van Ragnar Jónasson uit 2010.
- Het tweede seizoen van televisieserie Trapped werd grotendeels in Siglufjörður opgenomen.